# Pingasa depleta
Pingasa depleta là một loài bướm đêm trong họ Geometridae.